# Saison de croissance
La saison de croissance ou saison végétative ou cycle végétatif, ou période végétative, est la partie de l'année pendant laquelle les conditions météorologiques locales (c'est-à-dire les précipitations et la température) permettent une croissance normale des plantes. Bien que chaque plante ou culture ait une saison de croissance spécifique qui dépend de son adaptation génétique, les saisons de croissance peuvent généralement être regroupées en classes macro-environnementales. 

## Géographie
Les conditions géographiques ont des impacts majeurs sur la saison de croissance d'une zone donnée. La latitude est l'un des principaux facteurs de la durée de la saison de croissance. Plus on va vers le nord, plus le soleil est bas à l'horizon. Par conséquent, la lumière du soleil est moins directe et le faible angle du soleil signifie que le sol prend plus de temps à se réchauffer pendant les mois de printemps, de sorte que la saison de croissance commence plus tard. L'autre facteur est l'altitude, avec des altitudes élevées ayant des températures plus fraîches qui raccourcissent la saison de croissance par rapport à une zone de basse altitude de la même latitude. 

## Season extensions
En agriculture, les Season extension Season extensions (en)sont tout ce qui permet à une culture d'être cultivée au-delà de sa saison végétative extérieure normale, incluant serres, polytunnels (en), row cover (en) et les cloches. 

## Emplacements

### Amérique du Nord
La zone continentale des États-Unis varie de 48° nord à la frontière canado-américaine à 25° nord à la pointe sud de la frontière américano-mexicaine. La plupart des régions peuplées du Canada sont en dessous du 55e parallèle. Au nord du 45e parallèle, la saison de croissance est généralement de 4 à 5 mois, débutant fin avril ou début mai et se prolongeant fin septembre - début octobre, elle se caractérise par des étés chauds et des hivers froids avec de fortes chutes de neige. Au sud du 35e parallèle, la saison de croissance se déroule toute l'année dans de nombreuses régions avec des étés chauds et des hivers doux. Les cultures de saison froide comme les pois, la laitue et les épinards sont plantées à l'automne ou à la fin de l'hiver, tandis que les cultures de saison chaude comme les haricots et le maïs sont plantées de la fin de l'hiver au début du printemps. Dans le sud-ouest désertique, la saison de croissance s'étend effectivement d'octobre à mars car les mois d'été sont caractérisés par une chaleur extrême et des conditions arides, ce qui le rend inhospitalier pour les plantes non adaptées. 
Certaines cultures telles que les tomates et les melons sont originaires de régions subtropicales ou tropicales, par conséquent elles nécessitent un temps chaud et une saison de croissance de huit mois ou plus. Dans les régions à climat plus froid où elles ne peuvent pas être semées directement dans le sol, ces plantes sont généralement plantées à l'intérieur dans une serre et transplantées à l'extérieur à la fin du printemps ou au début de l'été. 

### Europe
Les Pyrénées et les Alpes divisent effectivement l'Europe en deux régions différentes. La Méditerranée, qui est en dessous du 45e parallèle, a des saisons de croissance de six mois ou plus et se caractérise par des étés chauds et des hivers doux. Les précipitations tombent principalement entre octobre et mars, l'été est sec. Dans le sud de la Méditerranée, la saison de croissance dure toute l'année. La végétation méditerranéenne est souvent persistante en raison des hivers doux. 
L'Europe du Nord s'étend du 45e parallèle au-delà du cercle polaire arctique. Les saisons de croissance sont plus courtes en raison de l'angle inférieur d'incidence des rayons solaires, et varient généralement de cinq mois à aussi peu que trois, en Scandinavie et en Russie. La côte atlantique de l'Europe est considérablement modérée par l'air humide de l'océan, ainsi les hivers sont doux et il est rare de voir un temps glacial ou de la neige. Les étés sont également faibles et, par conséquent, de nombreuses plantes thermophiles telles que le maïs ne poussent pas en Europe du Nord. Plus à l'intérieur des terres, loin de l'océan, les hivers deviennent considérablement plus froids. Malgré la courte saison de croissance en Scandinavie et en Russie, la longueur extrême des jours pendant l'été (17 heures ou plus) permet aux plantes de croître de manière significative. 

### Régions tropicales et déserts
Dans certains climats chauds, tels que la savane subtropicale et les déserts de Sonora ou dans les climats méditerranéens plus secs, la saison de croissance est limitée par la disponibilité en eau, avec peu de croissance pendant la saison sèche. Contrairement aux climats plus froids où la neige ou le gel du sol est un obstacle généralement insurmontable à la croissance des plantes, il est souvent possible de prolonger considérablement la saison de croissance dans les climats chauds par l'irrigation à l'aide d'eau provenant de régions plus fraîches et/ou plus humides. Cela peut en aller jusqu'à permettre une croissance tout au long de l'année dans des zones qui, sans irrigation, ne pourraient autoriser que des plantes xérophytes. Dans ces régions tropicales également ; la saison de croissance peut être interrompue par des périodes de fortes pluies, appelées "saison des pluies". Par exemple, en Colombie, où le café est cultivé et peut être récolté toute l'année, il n'y a pas de saison des pluies. Cependant, en Indonésie, une autre grande région productrice de café, ils connaissent cette saison des pluies et la croissance des grains de café est interrompue. 

## Voir également
- Gelée blanche
- Degré jour de croissance
- Saison
- Cycle annuel de la vigne
- Cycle de vie